# Futebol nos Jogos do Pacífico de 2015
Futebol nos Jogos do Pacifico de 2015 em Port Moresby, Papua Nova Guiné realizado entre 3 e 17 de Julho de 2015. É a décima quarta edição do torneio, disputada pela primeira vez por seleções sub-23. O Torneio ganhou visibilidade pelas goleadas sofridas pela seleção da Micronésia

## Equipes participantes
| Seleção                         | Afiliado | Afiliado | Afiliado | Afiliado                       |               | Elegíveis para | Elegíveis para |
| Seleção                         | OFC      | FIFA     | COI      | Conselho dos Jogos do Pacífico | Fase Olímpica | Semifinais     |                |
| ------------------------------- | -------- | -------- | -------- | ------------------------------ | ------------- | -------------- | -------------- |
| Fiji                            | Sim      | Sim      | Sim      | Sim                            | Sim           | Sim            |                |
| Estados Federados da Micronésia | Não      | Não      | Sim      | Sim                            | Não           | Sim            |                |
| Nova Caledônia                  | Sim      | Sim      | Não      | Sim                            | Não           | Sim            |                |
| Nova Zelândia                   | Sim      | Sim      | Sim      | Não                            | Sim           | Não            |                |
| Papua-Nova Guiné (anfitrião)    | Sim      | Sim      | Sim      | Sim                            | Sim           | Sim            |                |
| Ilhas Salomão                   | Sim      | Sim      | Sim      | Sim                            | Sim           | Sim            |                |
| Taiti                           | Sim      | Sim      | Não      | Sim                            | Não           | Sim            |                |
| Vanuatu                         | Sim      | Sim      | Sim      | Sim                            | Sim           | Sim            |                |

## Fase de grupos

### Grupo A
| 3 de julho | Estados Federados da Micronésia | 0 - 30 | Taiti | Bisini Sports Complex      |
| 10:00      |                                 |        | Maini 2' 34' 46' 52' 86' · Hauata 9' 48' 90+6' · Tehuritana 12' 20' 40' 45+2' · Tehina 24' 38' 49' 54' · Petigas 34' · Tihoni 50' 51' 90+1' · Tissot 60' 64' 66' 75' 82' 85' · Taupotini 63' · Tauira 90' 90+2' 90+4' | Árbitro: Ichikawa Polovili |

| 3 de julho | Fiji      | 1 - 1 | Vanuatu          | Bisini Sports Complex |
| 14:00      | Chand 63' |       | Jean Kaltack 20' | Árbitro: Gerald Oiaka |

| 5 de julho | Estados Federados da Micronésia | 0 - 38 | Fiji | Bisini Sports Complex |
| 10:00      |                                 |        | Wasasala 2' 6' 27' 29' 30' 36' 52' 56' 65' · Tuivina 4' 9' 28' 43' 45' 45+4' 70' 85' 90+3' 90+6' · Verevou 8' 26' 40' 45+2' 45+3' · Qasevakatini 10' 12' 24' 59' 67' · Prasad 21' 63' 64' 75' 80' · Waranaivalu 47' · Nawakula 79' 88' · Nakalevu 90+5' | Árbitro: Hillary Any  |

| 5 de julho | Taiti                   | 2 - 1 | Vanuatu                  | Bisini Sports Complex |
| 14:00      | Tissot 70' · Hauata 80' |       | Brian Kaltack 54' (pen.) | Árbitro: George Time  |

| 7 de julho | Vanuatu | 46 - 0 | Estados Federados da Micronésia | Bisini Sports Complex      |
| 11:00      | Tony Kaltack 2' 18' 27' 49' 53' 56' · Nicholls 3' 16' 37' 45+3' 50' 57' 61' 64' 65' 72' · Jean Kaltack 4' 6' 17' 34' 37' 44' 45' 45+2' 47' 54' 59' 60' 66' 73' 90+3' 90+4' · Mansale 12' 20' 22' 29' 30' 36' · Damalip 14' 45+1' · Brian Kaltack 23' · Nikiau 55' · Roqara 68' 89' · Manuhi 74' · Andrews 90' |        |                                 | Árbitro: Ichikawa Polovili |

| 7 de julho | Taiti | 0 - 0 | Fiji | Bisini Sports Complex |
| 14:00      |       |       |      | Árbitro: Gerard Oiaka |

| Pos. | Seleção                         | V | E | D | GM | GS  | SG   | Pts. | Observação                                   |
| ---- | ------------------------------- | - | - | - | -- | --- | ---- | ---- | -------------------------------------------- |
| 1    | Taiti                           | 2 | 1 | 0 | 32 | 1   | +31  | 7    | Classificado a semifinais                    |
| 2    | Fiji                            | 1 | 2 | 0 | 39 | 1   | +38  | 5    | Classificado as semifinais e a fase olímpica |
| 3    | Vanuatu                         | 1 | 1 | 1 | 48 | 3   | +45  | 4    | Classificado a fase olímpica                 |
| 4    | Estados Federados da Micronésia | 0 | 0 | 3 | 0  | 114 | -114 | 0    | Eliminado                                    |

### Grupo B
| 3 de julho | Nova Zelândia            | 2 - 0 | Ilhas Salomão | Bisini Sports Complex    |
| 12:00      | Paterson 29' · Rufer 40' |       |               | Árbitro: Ravitesh Behari |

| 3 de julho | Papua-Nova Guiné | 0 - 1 | Nova Caledônia | Bisini Sports Complex   |
| 15:00      |                  |       | Kauma 57'      | Árbitro: Robinson Banga |

| 5 de julho | Nova Caledônia | 1 - 0 | Ilhas Salomão | Bisini Sports Complex  |
| 12:00      | Idrele 85'     |       |               | Árbitro: Kader Zitouni |

| 5 de julho | Papua-Nova Guiné | 0 - 1 | Nova Zelândia | Bisini Sports Complex   |
| 15:00      |                  |       | Paterson 60   | Árbitro: Norbert Hauata |

| 7 de julho | Ilhas Salomão | 1 - 2 | Papua-Nova Guiné      | Bisini Sports Complex    |
| 11:00      | Tome 87'      |       | Semmy 18' · Sabua 65' | Árbitro: Ravitesh Behari |

| 7 de julho | Nova Caledônia | 0 - 5 | Nova Zelândia                                            | Bisini Sports Complex  |
| 14:00      |                |       | Hudson-Wihongi 13' · Rogerson 29' 61' 68' · Prelevic 47' | Árbitro: Kader Zitouni |

| Pos. | Seleção          | V | E | D | GM | GS | SG | Pts. | Observação                                   |
| ---- | ---------------- | - | - | - | -- | -- | -- | ---- | -------------------------------------------- |
| 1    | Nova Zelândia    | 3 | 0 | 0 | 8  | 0  | +8 | 9    | Classificado a fase olímpica                 |
| 2    | Nova Caledônia   | 2 | 0 | 1 | 2  | 5  | -3 | 6    | Classificado as semifinais                   |
| 3    | Papua-Nova Guiné | 1 | 0 | 2 | 2  | 3  | -1 | 3    | Classificado a fase olímpica e as semifinais |
| 4    | Ilhas Salomão    | 0 | 0 | 3 | 1  | 5  | -4 | 0    | Eliminado                                    |

## Fase olímpica
Somente cinco equipes (Fiji, Nova Zelândia, Ilhas Salomão, Papua Nova Guiné e Vanuatu) que são membros da FIFA e do COI podem se classificar aos Jogos Olímpicos.
| 10 de julho | Fiji                      | 3 - 1 | Papua-Nova Guiné | Bisini Sports Complex   |
| 11:00       | Qasevakatini 4' 45+2' 54' |       | Tommy Semmy 11'  | Árbitro: Norbert Hauata |

| 10 de julho | Nova Zelândia               | 0 - 3 | Vanuatu | Bisini Sports Complex    |
| 14:30       | Patterson 48' · Tuiloma 56' |       |         | Árbitro: Ravitesh Behari |

A Nova Zelândia foi desqualificada por escalar Deklan Wynne de forma irregular e Vanuatu foi declarado vencedor da partida por W.O.

### Final
O vencedor da partida estará classificado aos Jogos Olímpicos 2016.
| 12 de julho | Fiji | 0 - 0 (pro) | Vanuatu | Bisini Sports Complex   |
| 14:30       |      |             |         | Árbitro: Norbert Hauata |

|                                                  |       | Penalidades                                                |  |
| Tuivuna Qasevakatini Prasad Sivoki Verevo Dreola | 4 - 3 | Brian Kaltack Vava Kalo Tony Kaltack Jean Kaltack Kalsarap |  |

## Fase final
Somente a Nova Zelândia não pode se classificar as semifinais, por não ser um membro do Conselho dos Jogos do Pacífico.

### Semifinais
| 15 de julho | Taiti                  | 2 - 1 | Papua-Nova Guiné | Bisini Sports Complex    |
| 11:00       | Tissot 55' · Lucas 76' |       | Semmy 83'        | Árbitro: Ravitesh Behari |

| 15 de julho | Nova Caledônia        | 2 - 1 | Fiji             | Bisini Sports Complex  |
| 14:30       | Ouka 5' · Decoire 42' |       | Qasevakatini 34' | Árbitro: Kader Zitouni |

### Disputa pela medalha de bronze
| 17 de julho | Papua-Nova Guiné         | 2 - 1 | Fiji        | Bisini Sports Complex |
| 11:00       | Aisa 8' · Komolong 90+1' |       | Tuivuna 50' | Árbitro: Gerald Oiaka |

### Disputa pela medalha de ouro
| 17 de julho | Taiti | 0 - 2 | Nova Caledônia                 | Bisini Sports Complex    |
| 14:30       |       |       | Ouka 30' · Oiremoin 75' (pen.) | Árbitro: Ravitesh Behari |

## Artilharia
17 Gols
- Jean Kaltack

11 Gols
| - Antonio Tuivuna | - Bill Nicholls |

9 Gols
- Christopher Wasasala

8 Gols
| - Napolioni Qasevakatini | - Fred Tissot |

6 Gols
| - Tony Kaltack - Barry Mansale |

5 Gols
| - Garish Prasad | - Iosefo Verevou | - Michel Maihi |

4 Gols
| - Manuarii Hauata | - Mauarii Tehina | - Tevairoa Tehuritaua |

3 Gols
| - Logan Rogerson - Raiamanu Tauira | - Yohann Tihoni - Monty Paterson | - Tommy Semmy |

2 Gols
| - Manasa Nawakula - Dalong Damalip | - Brian Kaltack - Abraham Roqara | - Jim Ouka |

1 Gols
| - Nickel Chand - Savenaca Nakalevu - Tevita Waranaivalu - Pierre Kauma - Raphael Oiremoin - Cedric Decoire - Te Atawhai Hudson-Wihongi | - Luka Prelevic - Alex Rufer - Bill Tuiloma - Jacob Sabua - Patrick Aisa - Alwin Komolong - Davidson Tome | - Louis Petigas - Tehei Taupotini - Tauatua Lucas - Chris Andrews - Zicka Manuhi - Nemani Nickiau |

Gol Contra
- Johan Idrele (a favor da Nova Caledônia)